# 나가도메 가오루
나가도메 가오루(일본어: 永留 かおる, 1973년 5월 7일 ~ )는 일본의 은퇴한 여자 축구 선수이다. 현역 당시의 포지션은 수비수였다.

## 국가대표팀 경력
그녀는 1997년 6월 15일 중국과의 경기에서 일본 국가대표팀에 데뷔했다. 1999년 FIFA 여자 월드컵에도 출전했다. 그녀는 1999년까지 국제 A매치 4경기에 출전했다.

## 통계
| 일본 | 일본 | 일본 |
| 연도 | 출전 | 득점 |
| ---- | ---- | ---- |
| 1997 | 1    | 0    |
| 1998 | 0    | 0    |
| 1999 | 3    | 0    |
| 통산 | 4    | 0    |